# Saint-Étienne-de-Montluc
Saint-Etienne-de-Montluc – miejscowość i gmina we Francji, w regionie Kraj Loary, w departamencie Loara Atlantycka.
Według danych na rok 2010 gminę zamieszkiwało 6611 osób, a gęstość zaludnienia wynosiła 114 osób/km².